# Праймериз Демократической партии США (2020)
Праймериз Демократической партии США 2020 года являлись серией выборных мероприятий, прошедших в 50 штатах, Вашингтоне и зависимых территориях США, с целью определения номинанта на пост Президента США от Демократической партии на выборах 2020 года. В ходе праймериз были избраны делегаты на национальный съезд Демократической партии, который прошел 17-20 августа 2020 года и выдвинул Джо Байдена кандидатом в Президенты США.
Праймериз проходили с 3 февраля по 11 августа 2020 года.
На президентские выборы 2020 года зарегистрировались 29 основных кандидатов от Демократической партии (общее количество зарегистрированных кандидатов от Демократической партии составило 329 человек).

### Основные кандидаты на пост Президента США от Демократической партии
Критериями основных кандидатов в рамках праймериз 2020 года было одно из следующих условий:
- кандидат являлся (в прошлом или в настоящем) вице-президентом США, членом кабинета США, сенатором или членом палаты представителей США, либо губернатором штата;
- кандидат был включен как минимум в пять независимых национальных опросов общественного мнения;
- получил существенное освещение в СМИ.

| Имя                 | Дата рождения             | Текущая или предыдущая должность                                                             | Штат                      | Дата анонсирования | Дата прекращения кампании                            | Логотип | Ссылка |
| ------------------- | ------------------------- | -------------------------------------------------------------------------------------------- | ------------------------- | ------------------ | ---------------------------------------------------- | ------- | ------ |
| Джо Байден          | 20 ноября 1942 (77 лет)   | Вице-президент США (2009—2017) Сенатор от штата Делавэр (1973—2009)                          | Делавэр                   | 25 апреля 2019     | выдвинут на пост Президента США 19 августа 2020 года |         | [ 1 ]  |
| Майкл Беннет        | 28 ноября 1964 (55 лет)   | Сенатор от штата Колорадо (2013 — н. в.)                                                     | Колорадо                  | 2 мая 2019         | 11 февраля 2020                                      |         | [ 2 ]  |
| Майкл Блумберг      | 14 февраля 1942 (77 лет)  | 108-й мэр Нью-Йорка (2002—2013) Учредитель и владелец информационного агентства Bloomberg    | Нью-Йорк                  | 24 ноября 2019     | 4 марта 2020                                         |         | [ 3 ]  |
| Кори Букер          | 27 апреля 1969 (55 лет)   | Сенатор от штата Нью-Джерси (2013 — н. в.)                                                   | Вашингтон, округ Колумбия | 1 февраля 2019     | 13 января 2020                                       |         | [ 4 ]  |
| Стив Буллок         | 11 апреля 1966 (58 года)  | Губернатор штата Монтана (2013—2021)                                                         | Монтана                   | 14 мая 2019        | 2 декабря 2019                                       |         | [ 5 ]  |
| Пит Буттиджич       | 19 января 1982 (43 лет)   | Мэр г. Саут-Бенд (2012—2020)                                                                 | Индиана                   | 23 января 2019     | 1 марта 2020                                         |         | [ 6 ]  |
| Талси Габбард       | 12 апреля 1981 (43 лет)   | Представитель от штата Гавайи (2013 — н. в.)                                                 | Гавайи                    | 11 января 2019     | 19 марта 2020                                        |         | [ 7 ]  |
| Майк Гравел         | 13 мая 1930 (90 лет)      | Сенатор от штата Аляска (1969—1981) Кандидат в президенты США в 2008 году                    | Калифорния                | 2 апреля 2019      | 6 августа 2019                                       |         | [ 8 ]  |
| Билл Де Блазио      | 8 мая 1961 (63 лет)       | Мэр Нью-Йорка (2014 — н. в.)                                                                 | Нью-Йорк                  | 16 мая 2019        | 20 сентября 2019                                     |         | [ 9 ]  |
| Джон Делейни        | 16 апреля 1963 (61 лет)   | Представитель от штата Мэриленд (2013 — н. в.)                                               | Мэриленд                  | 28 июля 2017       | 31 января 2020                                       |         | [ 10 ] |
| Кирстен Джиллибранд | 9 декабря 1966 (58 года)  | Сенатор от штата Нью-Йорк (2009 — н. в.)                                                     | Нью-Йорк                  | 15 января 2019     | 28 августа 2019                                      |         | [ 11 ] |
| Джей Инсли          | 9 февраля 1951 (74 лет)   | Губернатор Вашингтона (2013 — н. в.) представитель от штата Вашингтон (1993—1995, 1999—2012) | Вашингтон                 | 1 марта 2019       | 21 августа 2019                                      |         | [ 12 ] |
| Хулиан Кастро       | 16 сентября 1974 (50 лет) | Министр жилищного строительства и городского развития США (2014—2017)                        | Техас                     | 12 января 2019     | 2 января 2020                                        |         | [ 13 ] |
| Эми Джин Клобушар   | 25 мая 1960 (64 лет)      | Сенатор от штата Миннесота (2007 — н. в.)                                                    | Миннесота                 | 10 февраля 2019    | 2 марта 2020                                         |         | [ 14 ] |
| Уэйн Мессам         | 7 июня 1974 (50 лет)      | Мэр города Мирамар, Флорида (2015 — н. в.)                                                   | Флорида                   | 13 марта 2019      | 19 ноября 2019                                       |         | [ 15 ] |
| Сет Моултон         | 24 октября 1978 (46 год)  | Представитель от штата Массачусетс (2015 — н. в.)                                            | Массачусетс               | 22 апреля 2019     | 23 августа 2019                                      |         | [ 16 ] |
| Бето О’Рурк         | 26 сентября 1972 (52 лет) | Представитель от штата Техас (2013—2019)                                                     | Техас                     | 14 марта 2019      | 1 ноября 2019                                        |         | [ 17 ] |
| Ричард Охеда        | 25 сентября 1970 (50 лет) | Член Сената Западной Виргинии (2017—2019)                                                    | Западная Виргиния         | 11 ноября 2018     | 25 января 2019                                       |         | [ 18 ] |
| Деваль Патрик       | 31 июля 1956 (64 года)    | Губернатор Массачусетса (2007—2015)                                                          | Массачусетс               | 14 ноября 2019     | 12 февраля 2020                                      |         | [ 19 ] |
| Тим Райан           | 16 июля 1973 (51 лет)     | Представитель от штата Огайо (2003 — н. в.)                                                  | Огайо                     | 4 апреля 2019      | 24 октября 2019                                      |         | [ 20 ] |
| Берни Сандерс       | 8 сентября 1941 (83 лет)  | Сенатор от штата Вермонт (2007 — н. в.)                                                      | Вермонт                   | 19 февраля 2019    | 8 апреля 2020                                        |         | [ 21 ] |
| Джо Сестак          | 12 декабря 1951 (73 лет)  | Представитель от штата Пенсильвания (2007—2011)                                              | Пенсильвания              | 22 июня 2019       | 1 декабря 2019                                       |         | [ 22 ] |
| Том Стейер          | 27 июня 1957 (67 года)    | Управляющий хедж-фондом и филантроп                                                          | Калифорния                | 9 июля 2019        | 29 февраля 2020                                      |         | [ 23 ] |
| Эрик Суолуэлл       | 16 ноября 1980 (39 лет)   | Представитель от штата Калифорния (2013—н.в.)                                                | Калифорния                | 8 апреля 2019      | 8 июля 2019                                          |         | [ 24 ] |
| Марианна Уильямсон  | 8 июля 1952 (72 лет)      | Писательница                                                                                 | Калифорния                | 28 января 2019     | 10 января 2020                                       |         | [ 25 ] |
| Элизабет Уоррен     | 22 июня 1949 (75 лет)     | Сенатор от штата Массачусетс (2013 — н. в.)                                                  | Массачусетс               | 9 февраля 2019     | 5 марта 2020                                         |         | [ 26 ] |
| Камала Харрис       | 20 октября 1964 (60 лет)  | Сенатор от штата Калифорния (2017—2021)                                                      | Калифорния                | 21 января 2019     | 3 декабря 2019                                       |         | [ 27 ] |
| Джон Хикенлупер     | 7 февраля 1952 (73 лет)   | Губернатор штата штата Колорадо (2011—2019) Мэр города Денвер, Колорадо (2003—2011)          | Колорадо                  | 4 марта 2019       | 15 августа 2019                                      |         | [ 28 ] |
| Эндрю Ян            | 13 января 1975 (50 лет)   | Предприниматель, основатель Venture for America                                              | Нью-Йорк                  | 6 ноября 2017      | 11 февраля 2020                                      |         | [ 29 ] |

По состоянию на 17 октября 2020 года, включая вышеуказанных кандидатов, всего 329 человек из Демократической партии подавали свои документы о желании стать номинантами на пост 46-го президента США.

### Публично выразившие интерес
- Оскар Де Ла Хойя, боксёр-профессионал[31]
- Анджелина Джоли, актриса и посол доброй воли ООН[32][33][34]
- Уэст, Канье, рэпер, дизайнер.

### Отказались от участия
Кандидаты, выражавшие интерес к участию в выборах, но в последующем отказавшиеся:
- Эндрю Гиллум, мэр Таллахасси, Флорида (2014—2018)[35][36]
- Шеррод Браун, сенатор от Огайо с 2007; представитель от Огайо (1993—2007)[37][38]
- Эрик Гарсетти, мэр Лос-Анджелеса с 2013[39][40][41][42]
- Боб Кейси, сенатор от Пенсильвании с 2007[43][44]
- Эрик Холдер, генеральный прокурор США (2009—2015)[45][46]
- Терри Маколифф, губернатор Виргинии (2014—2018)[47][48][49][50]
- Джефф Мёркли, сенатор от Орегона с 2009[51][52][53]

### Демократическая партия
Чтобы стать официальным кандидатом от партии, номинантам необходимо набрать 1990 голосов из 3979 (от общего числа выборщиков на общенациональном Демократическом конвенте в конце июля 2020 года).
| Дата                    | Число Выборщиков | Число Выборщиков                               | штат/территория | Джо Байден                                  | Берни Сандерс                              | Пит Буттиджич | Элизабет Уоррен              | Эми Клобушар | Талси Габбард | Майкл Блумберг       |
| ----------------------- | ---------------- | ---------------------------------------------- | --- | ------------------------------------------- | ------------------------------------------ | ------------- | ---------------------------- | ------------ | ------------- | -------------------- |
| Всего                   | Всего            | Всего                                          | Всего | 2107                                        | 1055                                       | 26            | 81                           | 7            | 2             | 55                   |
| 3 февраля               | 41               | 41                                             | Айова | 6                                           | 12                                         | 14            | 8                            | 1            | 0             | 0                    |
| 11 февраля              | 24               | 24                                             | Нью-Гемпшир | 0                                           | 9                                          | 9             | 0                            | 6            | 0             | 0                    |
| 22 февраля              | 36               | 36                                             | Невада | 9                                           | 24                                         | 3             | 0                            | 0            | 0             | -                    |
| 29 февраля              | 54               | 54                                             | Южная Каролина | 39                                          | 15                                         | 0             | 0                            | 0            | 0             | -                    |
| 3 марта (Супер-вторник) | 1,344            | 52 6 31 415 67 24 91 75 110 37 64 228 29 16 99 | Алабама Американское Самоа Арканзас Калифорния Колорадо Мэн Массачусетс Миннесота Северная Каролина Оклахома Теннесси Техас Юта Вермонт Виргиния | 44 0 17 172 21 11 37 38 68 21 33 111 7 5 66 | 8 0 9 221 29 9 29 27 37 13 20 102 16 11 31 | -             | 0 0 12 8 4 25 10 2 1 5 3 0 2 | -            | 0 2 0         | 0 4 5 9 0 3 2 10 3 0 |
| 10 марта                | 365              | 13 20 125 36 68 14 89                          | Демократы за рубежом Айдахо Мичиган Миссисипи Миссури Северная Дакота Вашингтон                                                                  | 4 11 73 34 44 6 46                          | 9 52 2 24 8 43                             | -             | -                            | -            | 0 0           | -                    |
| 14 марта                | 6                | 6                                              | Северные Марианские острова | 2                                           | 4                                          | -             | -                            | -            | 0             | -                    |
| 17 марта                | 441              | 67 219 155                                     | Аризона Флорида Иллинойс | 39 162 94                                   | 28 57 60                                   | -             | -                            | -            | 0 0           | -                    |
| 7 апреля                | 84               | 84                                             | Висконсин | 56                                          | 28                                         | -             | -                            | -            | -             | -                    |
| 10 апреля               | 15               | 15                                             | Аляска | 8                                           | 7                                          | -             | -                            | -            | -             | -                    |
| 17 апреля               | 14               | 14                                             | Вайоминг | 10                                          | 4                                          | -             | -                            | -            | -             | -                    |
| 28 апреля               | 136              | 136                                            | Огайо | 115                                         | 21                                         | -             | -                            | -            | -             | -                    |
| 2 мая                   | 39               | 39                                             | Канзас | 29                                          | 10                                         | -             | -                            | -            | -             | -                    |
| 12 мая                  | 29               | 29                                             | Небраска | 29                                          | 0                                          | -             | -                            | -            | -             | -                    |
| 19 мая                  | 61               | 61                                             | Орегон | 46                                          | 15                                         | -             | -                            | -            | -             | -                    |
| 22 мая                  | 24               | 24                                             | Гавайи | 16                                          | 8                                          | -             | -                            | -            | -             | -                    |
| 2 июня                  | 479              | 20 82 96 19 34 186 16 26                       | округ Колумбия Индиана Мэриленд Монтана Нью-Мексико Пенсильвания Южная Дакота Род-Айленд                                                         | 20 81 96 18 30 151 13 24                    | 0 1 0 1 4 33 3 0                           | -             | -                            | -            | -             | -                    |
| 6 июня                  | 14               | 7 7                                            | Американские Виргинские острова Гуам | 7 5                                         | 0 2                                        | -             | -                            | -            | -             | -                    |
| 9 июня                  | 133              | 105 28                                         | Джорджия Западная Виргиния | 105 28                                      | 0 0                                        | -             | -                            | -            | -             | -                    |
| 23 июня                 | 328              | 54 274                                         | Кентукки Нью-Йорк |                                             |                                            | -             | -                            | -            | -             | -                    |
| 7 июля                  | 147              | 21 126                                         | Делавэр Нью-Джерси |                                             |                                            | -             | -                            | -            | -             | -                    |
| 11 июля                 | 54               | 54                                             | Луизиана |                                             |                                            | -             | -                            | -            | -             | -                    |
| 12 июля                 | 51               | 51                                             | Пуэрто-Рико |                                             |                                            | -             | -                            | -            | -             | -                    |
| 11 августа              | 60               | 60                                             | Коннектикут |                                             |                                            | -             | -                            | -            | -             | -                    |